# Blue-eyed soul
Blue-eyed soul (срп. плавооки соул, познат исто као бели соул) је израз који се користи за описивање соул музике и и на соул наклоњене музике (нпр. Р&Б) белих уметника. Настао је у САД средином 1960-их, када су се појавиле формације попут Righteous Brothers са музиком соула или њему сродне. Други плавооки соул-уметници тог доба били су Chris Farlowe, Ferris Wheel и Wayne Fontana.
Једна од најпознатијих плавооки соул-интерпреткиња је Дасти Спрингфилд, бела краљица соула (енгл. White Queen of Soul). У новије време је Џош Стоун постала популарна са њеним албумом The Soul Sessions из 2003.